# إزرائيل روميرو
إزرائيل روميرو (بالإسبانية: Israel Romero)‏ هو موسيقي كولومبي، ولد في 1954 في إدارة لا غواخيرا في كولومبيا.

## وصلات خارجية
- إزرائيل روميرو على موقع ميوزك برينز (الإنجليزية)
- إزرائيل روميرو على موقع ديسكوغز (الإنجليزية)